# Октобан
Октобаните (на английски: octoban drums, quarter toms, oct-o-toms или rocket toms) са музикални перкусионни инструменти от групата на мембранофонните.
Състоят се от дълги цилиндрични корпуси (28-82 cm) от полиакрил и изкуствени кожи (с диаметър 15 cm). Настройването им става с метални обръчи със същия диаметър и с по 4 метални винта на всеки октобан.
Октобаните са създадени през 1978 година от фирмата „Тама“, която е правила проучвания как да подобри мелодическите възможности на комплекта барабани по това време.
Октобаните са разположени на стойка в комплект по 4 или 8, като комплектът от 8 октобана е настроен така, че да съответства на диатоничния музикален звукоред.
Използват се основно като част от комплекта барабани. Сред барабанистите, които често използват октобани, са Майк Портной, Бил Бруфорд, Стюарт Копланд и др. В днешно време октобани се произвеждат от фирмите „Пийс-Драмз“, „Пърл“ и „Тама“. Октобаните са вторите по височина мембранофонни инструменти след бу-бамите.